# Otostigmus pamuanus
Otostigmus pamuanus är en mångfotingart som beskrevs av Chamberlin 1920. Otostigmus pamuanus ingår i släktet Otostigmus och familjen Scolopendridae. Inga underarter finns listade i Catalogue of Life.